# Czempiń
Czempiń este un oraș în Polonia.